# Miklós Jósika
Miklós (Nikolaus) Baron Jósika von Branyicska (* 28. April 1794 in Torda, Siebenbürgen; † 27. Februar 1865 in Dresden) war ein ungarischer Romanschriftsteller.

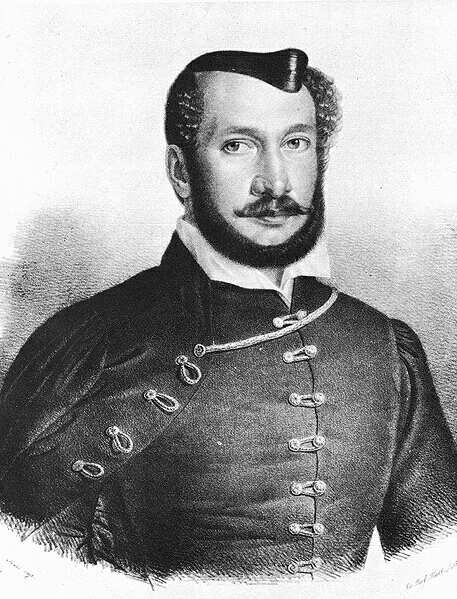
Miklós Jósika

## Leben
Miklós Jósika (spr. johschi-) schlug die militärische Laufbahn ein und brachte es bis zum Hauptmann, verließ dann den Dienst und wandte sich 1834 nach wenig glücklichen Debüts in der Politik ausschließlich der Literatur zu. 
Seine ersten literarischen Versuche erschienen 1834 unter dem Titel: Irány („Tendenz“) und Vázlatok („Skizzen“). Neben politischen und belletristischen Beiträgen für Zeitungen und Sammelwerke hat Jósika dann bis zur Revolution von 1848 unter steigendem Beifall an die 60 Bände Romane veröffentlicht, die von einem tiefen Studium des ungarischen Charakters und Volkslebens zeugen und in lebendigem Stil geschrieben sind.
Bereits 1839 erschienen Nikolaus Josika’s Sämmtliche Werke in 14 Bänden (Pesth: Heckenast, 1839–1841, aus dem Ungarischen übersetzt von V. Schwarz).
Jósika beteiligte sich lebhaft an der Revolution von 1848/49, war infolgedessen nach der Kapitulation von Világos zur Flucht ins Ausland genötigt und nahm seinen Wohnsitz zu Brüssel, wo er sich wieder schriftstellerischen Arbeiten widmete. 
Von den seitdem veröffentlichten Romanen sind besonders beachtenswert: Egymagyar család a forradalom alatt („Eine ungarische Familie während der Revolution“, Braunschweig 1851, 4 Bände) und die deutsch abgefasste Familie Mailly (Leipzig 1852, 2 Bände). 
Wegen seiner revolutionären Tätigkeit wurde Jósika im September 1851 mit Lajos Kossuth und 35 anderen in Pest in effigie gehängt, später jedoch begnadigt. Seit 1864 in Dresden wohnhaft, starb er dort am 27. Februar 1865. Fast alle seine Romane wurden auch ins Deutsche und in andere Sprachen übersetzt. Von seinen Memoiren sind nur 4 Bände (Pest 1865) erschienen.

## Werke
- Abafi (3. Auflage, 1851).
- Zrinyi a költő („Der Dichter Zrinyi“, 1843, 4 Bände).
- Az utólsó Bátori („Der letzte Bátory“, 2. Auflage, 1840, 3 Bände).
- A csehek Magyarországban („Die Böhmen in Ungarn“, 2. Auflage, 1845, 4 Bände).
- Jósika István („Stephan Jósika“, 1847, 5 Bände).
- Zur Geschichte des ungarischen Freiheitskampfes. 2 Bände, Kassel 1852.
- Die Hexen von Szegedin. Roman. Verlags-Comptoir, Wurzen 1863.
- Második Rákóczi Ferencz. Pest 1861.